# Avonmore (Pensilvania)
Avonmore es un borough ubicado en el condado de Westmoreland en el estado estadounidense de Pensilvania. En el año 2000 tenía una población de 820 habitantes y una densidad poblacional de 211.5 personas por km².

## Geografía
Avonmore se encuentra ubicado en las coordenadas 40°31′40″N 79°27′58″O / 40.52778, -79.46611.

## Demografía
Según la Oficina del Censo en 2000 los ingresos medios por hogar en la localidad eran de $30,156 y los ingresos medios por familia eran $39,583. Los hombres tenían unos ingresos medios de $34,286 frente a los $22,361 para las mujeres. La renta per cápita para la localidad era de $18,712. Alrededor del 9.2% de la población estaba por debajo del umbral de pobreza.